# Antonio Gines Abellan Alcaraz
Antonio Ginés Abellán Alcaraz (* 1942 in Santomera, Murcia) ist ein spanischer Klarinettist, Musikpädagoge und Komponist.

## Leben
Antonio Ginés Abellán Alcaraz erhielt seinen ersten Musikunterricht von seinem Vater und seinem Bruder José. Ab 1957 erhielt er Unterricht bei Manuel Massotti Littel (1915–1999), nach dem das Conservatorio Superior de Música de Murcia Manuel Massotti Littel in Murcia benannt wurde. Dieser unterrichtete ihn in Harmonielehre, Kontrapunkt, Fuge und Komposition. Er studierte Harmonielehre, Kontrapunkt und Fuge, Komposition, Klarinette und Klavier. 1964 erhielt er den Premio Extraordinario de Fin de Carrera für sein Klavierspiel verliehen. Ab 1967 unterrichtete er am Konservatorium zunächst befristet die Fächer Musikästhetik und Musikgeschichte. Nach einer Prüfung erhielt er 1969 eine Sonderprofessur für Solfeggio und Musiktheorie, die später in eine unbefristete Professur umgewandelt wurde. Von 1987 bis 1989 war er Direktor des Konservatoriums.  Er widmete sich der Didaktik und musikalischen Ausbildung, der Pädagogik, Praxis und Entwicklung von Solfeggio und Musiktheorie. Von 1958 bis 1970 war Mitglied des Orquesta del Teatro Romea de Murcia. Er war begründete verschiedene Ensembles wie die Banda de Música del Conservatorio in Murcia, ein Klarinettenquartett des Konservatoriums und gemeinsam mit María Isabel Torregrosa Villena den Coro Euterpe in Santomera.

## Werke (Auswahl)
Antonio Ginés Abellán Alcaraz hat mehr als zweihundert Werke veröffentlicht, darunter Lehrwerke, Werke für Chor , Kammermusik, Streichorchester und Band:

### Musikalische Kompositionen
- Himno a Santomera. Marcha-pasodoble für Blasorchester, Uraufführung am 7. Oktober 1966. Hymne der Stadt Santomera.
- Minue für Klavier, 1969 OCLC 435879280
- Klaviersonate in G-Dur, 1969[4]
- Villancico de la estrella, Murcia, 1969[5]
- Benidorm, brisas de Levante. Pasodoble über valencianische Themen für Blasorchester, 1969 OCLC 435879185
- 25 ejercicios de solfeo para dos, tres y cuatro voces iguales, 1984 OCLC 1142900355
- Suite Nr. 1 für Saxophonquartett, 1970
- Suite Nr. 2 für Saxophonquartett, 1997[6]
- Suite Nr. 3 für Saxophonquartett, 2005
- Suite Nr. 4 für Saxophonquartett, 2009
- Aires murcianos, 1998 OCLC 733121732
- Quartett für vier gleiche Flöten, 1998 OCLC 435921672
- Lectura musical 4 con acompañamiento de piano.  ISBN 978-84-8425-859-9
- 121 dictados a tres y cuatro voces. ISBN 978-84-8425-476-8
- 35 lecciones de solfeo nivel medio  : para la práctica de las claves de do en 3ª, do en 4ª, sol y fa,1998
- 12 juguetes para piano, 2001[7]
- Introduccion y divertimento für Kammerorchester
- Introduccion y fuga für drei Gitarren, 1997 OCLC 733121732
- Sonatina für Flöte und Klavier in des-moll, 1997[8]

### Lehrwerke
- Solfeo manuscrito, Lehrwerk zur Examensvorbereitung am Conservatorio Superior de Arte Dramático y Danza de Murcia[9][10]

## Einspielungen
- Suites para cuarteto de saxofones, eingespielt vom Cuarteto Myrtia, 2011[11]